# Austrolittorina antipodum
Austrolittorina antipodum (Philippi, 1847), hay là Banded periwinkle là một loài ốc biển nhỏ, là động vật thân mềm chân bụng sống ở biển trong họ Littorinidae.

## Phân bố
Phân loài ở trong bảng New Zealand

### Sources
- Reid, D.G. & Williams, S.T. (2004) The subfamily Littorininae (Gastropoda: Littorinidae) in the temperate Southern Hemisphere: the genera Nodilittorina, Austrolittorina and Afrolittorina. Records of the Australian Museum 56: 75122
- WoRMS (2010). Austrolittorina antipodum (Philippi, 1847). In: Bouchet, P.; Gofas, S.; Rosenberg, G. (2010) World Marine Mollusca database. Truy cập through: World Register of Marine Species at http://www.marinespecies.org/aphia.php?p=taxdetails&id=446839 on 2010-06-05